# Международный геологический конгресс
Международный геологический конгресс (МГК) (англ. International Geological Congress IGC) — высший всемирный съезд геологов проводимый с 1878 года в разных странах. Современные конгрессы организует некоммерческая научная и образовательная организация, при поддержке Международного союза геологических наук (IUGS или МСГН).
B соответствии c Уставом конгресса (1976) высшим органом МГК является Генеральная ассамблея, на которую собираются все участники конгресса. Ha ней выбираются президент и генеральный секретарь, сохраняющие свои полномочия до следующей сессии. Исполнительным органом МГК служит Совет конгресса, который образуют представители всех стран, направивших своих делегатов. Совет уполномочен рассматривать все предложения по изменению Устава МГК и определять место проведения следующей сессии конгресса.
Ближайшие конгрессы:
- 37 сессия, 2024 —  Пусан, 25-31 августа (англ. The 37th International Geological Congress, 2024)[1]
- 38 сессия, 2028 —  Санкт-Петербург[2]
- 39 сессия, 2032 — определяется.
- 40 сессия, 2036 — определяется.

## История
Ко второй половине XIX века в разных странах были накоплены геологические знания, которые предстояло унифицировать на международном уровне. Было решено создать постоянный международный орган для:
- теоретических обобщений накопленных сведений
- выработки единой методики: составления геологических карт, индексации горных пород, дробных единиц и обозначений стратиграфических шкал.

Первые встречи проходили на международных геологических выставках:
- 1862 — Лондон
- 1868 — Париж
- 1876 — Филадельфия

В 1876 году в связи с выставкой в г. Буффало был создан учредительный комитет по организации Международного геологического конгресса. За содействием обратились в самое крупное и авторитетное на то время Французское геологическое общество, которое создало Организационный комитет конгресса.
В 1878 году на первой сессии конгресса было решено, что основной целью конгресса будет:

Установление правил составления карт (геологических), геологической номенклатуры и классификации.

В уставе конгресса, пересмотренном и принятом на 13 сессии МГК указывалось: 

Целью геологического конгресса является содействие развитию исследований, связанных с изучением Земли, как геологических, так и практических.
C целью проведения постоянной работы между сессиями МГК эти организации в 1960 году объединились в Международный союз геологических наук. За всю историю конгрессы не проводились только во время мировых войн. Например, после первой мировой войны работа конгресса возобновилась в 1922 году. После второй мировой войны сессии МГК стали проводиться регулярно через четыре года, причём количество стран и их представителей постоянно возрастало.
В 1875 году ведущие учёные в области наук о Земле сформировали комитет для организации международного геологического конгресса.
Первый Конгресс был созван в 1878 году во время Всемирной выставки в Париже. В нём участвовали 310 учёных из 23 стран. Выбран девиз конгресса — «Разумом и молотком» (лат. Mente et malleo), который остаётся в силе до сего дня.
19-23 августа 1968 года проходила 23 сессия конгресса в городе Прага, 21 августа начался ввод войск в Чехословакию (1968), поэтому многие делегаты конгресса прервали его работу.
Официальные языки конгрессов:
- с 1876 (1 сессия) — французский, английский, немецкий
- с 1926 (14 сессия) — французский, английский, немецкий, итальянский, испанский
- с 1948 (18 сессия) — французский, английский, немецкий, итальянский, испанский, русский[6]
- с 1989 (28 сессия) — английский[7]

## Список конгрессов
В настоящее время состоялось 37 сессий Международного геологического конгресса, три из них в России / СССР :
| Сессия | Год  | Место проведения                   | Президент             | Генеральный секретарь        | Страны     | Делегаты   |
| ------ | ---- | ---------------------------------- | --------------------- | ---------------------------- | ---------- | ---------- |
| 1      | 1878 | Париж                              | Hebert E.             | Jannettas E.                 | 23         | 310        |
| 2      | 1881 | Болонья                            | Капеллини Дж.         | Taramelli T.                 | 22         | 224        |
| 3      | 1885 | Берлин                             | Beyrich E.            | Hauchekorne M.               | 22         | 262        |
| 4      | 1888 | Лондон                             | Perestwich J.         | Hulke J.W., Topley W.        | 25         | 422        |
| 5      | 1891 | Вашингтон                          | Newberry J.           | Williams H.S., Emmons S.F.   | 26         | 251        |
| 6      | 1894 | Цюрих                              | Renevier E.           | Gollies H.                   | 20         | 273        |
| 7      | 1897 | Санкт-Петербург                    | Карпинский А. П.      | Чернышёв Ф. Н.               | 27         | 703        |
| 8      | 1900 | Париж                              | Годри Ж. А.           | Barrois C.                   | 30         | 461        |
| 9      | 1903 | Вена                               | Tietze E.             | Diener C.                    | 31         | 393        |
| 10     | 1906 | Мехико                             | Aguiera J.            | Ordonez M.E.                 | 34         | 312        |
| 11     | 1910 | Стокгольм                          | Geer G. de            | Anderson J.G.                | 36         | 625        |
| 12     | 1913 | Торонто                            | Adams F.              | Brock R.W.                   | 49         | 467        |
| 13     | 1922 | Брюссель                           | Lebacz J.             | Renier A.                    | 38         | 321        |
| 14     | 1926 | Мадрид                             | Rubio C.              | Depuy de Lome E.             | 52         | 722        |
| 15     | 1929 | Претория                           | Rogers A.             | Hall A.L.                    | 50         | 289        |
| 16     | 1933 | Вашингтон                          | Lindgren W.           | Mendenhall W.C.              | 54         | 665        |
| 17     | 1937 | Москва                             | Губкин И. М.          | Ферсман А. Е.                | 50         | 949        |
| 18     | 1948 | Лондон                             | Read H.               | Butler A.J., Hawkes L.       | 84         | 1276       |
| 19     | 1952 | Алжир                              | Jacob C.              | Laffitte R.                  | 82         | 1129       |
| 20     | 1956 | Мехико                             | Rojas A.              | Guzman E., Gonzalez Reyna J. | 105        | 2120       |
| 21     | 1960 | Копенгаген                         | Noe-Nygaard A.        | Sorgenfrei T.                | 101        | 2386       |
| 22     | 1964 | Нью-Дели                           | Wadia D.              | Roy B.C., Sundaram R.K.      | 109        | ~ 2470     |
| 23     | 1968 | Прага                              | Svoboda J.            | Dubek A.                     | 103        | ~ 3790     |
| 24     | 1972 | Монреаль                           | Folinsbee R.          | Armstrong J.E.               | 110        | ~ 4700     |
| 25     | 1976 | Сидней                             | Fisher N.             | Renwik A.                    | 85         | ~ 3460     |
| 26     | 1980 | Париж                              | Aubouin J.            | Sangnier P.                  | 116        | ~ 4880     |
| 27     | 1984 | Москва                             | Козловский Е. А.      | Богданов Н. А.               | 110        | ~ 5700     |
| 28     | 1989 | Вашингтон                          | Drake C.              | Hanshaw B.B.                 | 108        | ~ 5800     |
| 29     | 1992 | Киото                              | Sato T.               | Ishihara S.                  | 102        | ~ 4860     |
| 30     | 1996 | Пекин                              | Ruixiang S.           | Hongren Z.                   | 102        | ~ 6000     |
| 31     | 2000 | Рио-де-Жанейро                     | Codani U.             | Oiti Berbert C.              | 145        | ~ 3500     |
| 32     | 2004 | Флоренция                          | Boriani A.            | Abbate E.                    | 140        | ~ 5000     |
| 33     | 2008 | Осло                               | Bjorlykke A.          | Solheim A.                   | 140        | ~ 6000     |
| 34     | 2012 | Брисбен                            | Williams N.           | Lambert I.                   | [уточнить] | [уточнить] |
| 35     | 2016 | Кейптаун                           | Viljoen R., Mcgill J. | Botha G.                     | 120        | >4000      |
| 36     | 2022 | Нью-Дели                           | Dimri V.P., Gupta D.  | Ravindra R.                  | Виртуально | -          |
| 37     | 2024 | Пусан                              |                       |                              |            |            |
| 38     | 2028 | Санкт-Петербург заменён на Калгари |                       |                              |            |            |

До 1960 года указано количество фактических делегатов, далее оценочное количество делегатов[уточнить].
C 1968 года с конгрессом ассоциированы сессии по истории геологии, проводимые Международной комиссией по истории геологических наук (INHIGEO).

## Конгрессы в России
На первой сессии МГК в Париже (1878) участвовало 7 геологов из России, но без официальной делегации.
За время существования МГК в России и CCCP были проведены три сессии: 7, 17 и 27.
K этим сессиям МГК было приурочено завершение работ над геологическими картами:
- 1897 — Геологическая карта Европейской России
- 1937 — Геологическая карта Европейской части CCCP
- 1984 — Международная геологическая и тектоническая карт мира

### 7 сессия: Санкт-Петербург, 1897
Интересно, что на VII сессии в 1897 году в Санкт-Петербурге участвовало 704 делегата (949 участников) из 27 стран.
Всем членам конгресса вручался геологический путеводитель и жетон на право бесплатного путешествия по России железнодорожным транспортом на 2 месяца. Для экскурсии на Урал был выделен специальный поезд в 17 вагонов. Для экскурсий по Крыму и Кавказу было выделено специальное судно.
Конгресс показал достижения Геолкома, возглавляемого А. П. Карпинским. На сессии демонстрировались шестидесятивёрстная геологическая карта Европейской России, Российская часть Международной геологической карты Европы, некоторые листы детальных съёмок Донбасса, Урала, Кривого Рога. В течение двух месяцев участники конгресса путешествовали по России от Урала до Крыма. Ещё до начала заседаний А. П. Карпинский провёз сто пятьдесят делегатов по Уралу, показав Миасские золотые россыпи, пегматиты Ильменских гор, Бакальские месторождения железа, золотые рудники в районе Челябинска.
Впервые на этом конгрессе была проведена экскурсия, посвящённая вопросам местной геологии, во время которой её участники знакомились с современными морскими осадками Черноморского побережья.
С этой сессии начинается и история премии имени Л. А. Спендиарова, уже вскоре ставшей одной из почётнейших геологических наград, присуждаемых молодым учёным.
На 17 сессии в 1937 году было принято решение о признании русского языка в качестве одного из официальных языков Международного геологического конгресса.

### 17 сессия: Москва, 1937
Организатором проведения 17 сессии в России стал Д. И. Мушкетов, основную работу по подготовке он провёл в 1929 году на 15 сессии МГК в Претории (ЮАР). В дальнейшем был отстранён от этой работы по политическим мотивам.
В 1933 году был создан «Организационный комитет» по проведению конгресса:
- Почётный председатель — Карпинский А. П.
- Председатель — Губкин И. М. (вместо репрессированного Д. И. Мушкетова)
- Заместители председателя — Борисяк А. А., Обручев В. А.
- Генеральный секретарь — Ферсман А. Е.
- Члены президиума — Наливкин Д. В., Рейнгард А. Л.

Конгресс проходил в Большом зале Московской консерватории 20—29 июля 1937 года. Присутствовали 2362 геолога из 50 стран мира. В музеях и вузах проходили выставки, в августе проводились геологические экскурсии в разные регионы СССР. Особый интерес вызвали экскурсии на Урал и Кавказ
Репрессии организаторов и делегатов конгресса в СССР
Репрессированные геологи принимавшие участие в подготовке, организации и проведении 17 сессии Международного геологического конгресса в СССР в 1937 году:
- Аладышкин — арест 1937
- Баженов И. — арестован 1949
- Билибин — расстрелян 1940
- Бобков — ВМН 1937
- Борисов — арестован в 1940-х
- Васильев — арест 1937, ВМН 1938
- Вендланд — репрессирован в 30-х
- Витгефт — арест 1937, ВМН 1938
- Выдрин — арестован 1934
- Галицкий — репрессирован
- Гапеев — арест, сослан 1923
- Гинзбург И. И. — арестован 1928
- Глаголев — арестован 1923?
- Глазковский — арестован 1921
- Демин — арестован 1938
- Демчук — арестован 1942
- Джрбашян — ВМН 1937
- Дидковский — арест 1937, ВМН 1938
- Дуткевич — ВМН 1937
- Зенченко — арест 1937, ВМН 1938
- Зильберминц В. А. — арест 1938, ВМН 1939
- Иванов — арестован 1937
- Ильин — выслан 1935
- Калицкий К. П.
- Калюжный — арестован 1938, 1951
- Клер М. О. — арестован 1923, 1930
- Коган — арестован 1949
- Козлов — арестован 1934
- Котульский В. К. — аресты 1929, 1932, 1949
- Куликов — арестован
- Кучин — арестован 1949
- Кязимов — арестован 1938
- Макаренко — арестован 1940
- Машкович — арестован 1940
- Межлаук В. И. — расстрелян 1938
- Мейер — арестован 1938
- Мефферт Б. Ф. — арестован 1935, умер 1937
- Микей— арестован 1937
- Мирчинк Г. Ф. — арестован 1941
- Молдаванцев — самоубийство 1941
- Мушкетов Д. И. — арест 1937, ВМН 1938
- Николаев — репрессирован
- Оппоков — погиб 1937
- Орьев — арестован 1937
- Первушина — арестована 1939
- Петрокович Ю. А. — арестован 1941, умер 1942
- Погребицкий Е. О. — сослан
- Попов В. — арестован 1937
- Попов И. — арестован 1930
- Пустовалов — репрессирован
- Пухтинский — арестован 1937
- Рабков — арестован 1937
- Ромм — арестован 1949
- Свитальский Н. И. — ВМН 1937
- Сердюченко — арестован 1937
- Смолко — ВМН 1937
- Соколов — репрессирован 1937
- Сперанский — арестован 1949
- Сущинский — ВМН 1937
- Тетяев М. М. — арестован 1949
- Тихонович Н. Н. — арестован 1928 (под охраной он был делегатом конгресса)
- Томчик — арестован 1937
- Фокин — сослан 1930—1933
- Фомичев — арестован в 30х
- Хельквист — репрессирован 1941-45
- Хименков — арестован 1933
- Цуканов — арестован
- Черных — арест 1937, ВМН 1941
- Шалин — заключённый 1937
- Шаманский — арестован 1949
- Шейнманн С. — арестован 1949
- Шейнманн Ю. — арестован 1938, 1949
- Шульц — спас Мушкетов 1937
- Юдичев — репрессирован

### Национальный комитет геологов
C 1961 года Национальный комитет геологов СССР, а затем Национальный комитет геологов России координирует научные связи геологов для подготовки к сессиям Международного геологического конгресса.

### 27 сессия: Москва, 1984
4-14 августа 1984 года Москве прошла 27 сессия МГК на базе:
- Кремлёвский дворец съездов,
- МГУ,
- Совинцентр,
- Геологический институт АН СССР,
- Институт геохимии и аналитической химии имени В. И. Вернадского АН СССР
- Палеонтологический институт АН СССР.

К конгрессу было издано более 50 томов докладов, тезисы и путеводители экскурсий.
Состоялись геологические экскурсии по всей территории СССР.

### Планы проведения конгресса в РФ
- В 2016 году на 35 сессии Конгресса в Кейптауне в качестве претендентов на проведение 37 сессии Конгресса (2024 год) были: Берлин — Германия, Пусан — Южная Корея, Санкт-Петербург — Россия и Турция. 1 сентября 2016 года был выбран Пусан. Не удалось продолжить символическую последовательность (из 7→17→27→†37-х) конгрессов, проводимых в России.
- С 2019 года предлагается проведение 38 сессии Конгресса (2028 год) в Санкт-Петербурге[23].